# 예젠잉
예젠잉(叶剑英(중국어 간체자: 叶剑英, 정체자: 葉劍英, 병음: Yè Jiànyīng, 한자음: 엽검영), 1897년 4월 28일~1986년 10월 22일)은 중화인민공화국의 군인 겸 정치인이다. 1949년 중공 인민정부 수립 초엽기에 베이징 시장과 광저우 시장과 광둥 성장을 두루 두루 지냈으며, 이후로부터 먼 훗날 1975년부터 1978년까지는 중화인민공화국 인민 정부의 국방부 부장을 지냈다.

## 생애

### 생애 초기
청나라 광둥성 허위안 부 메이저우 현 메이 구역(지금의 중화인민공화국 광둥성 메이저우 시 메이 현)의 부유한 상인 가정에서 태어났다. 덩샤오핑과 마오쩌둥과 같은 다른 중국지도부와 마찬가지로 하카계 출신이다.
1917년 윈난강무당(군사학교)에 입학해 주더의 영향을 받는다. 1919년 졸업 후 황푸군관학교에서 교관 생활을 하면서 저우언라이와 인연을 맺는다. 쑨원의 중국국민당에 가입했다가 저우언라이와의 인연으로 1927년 중국공산당에 가입했다. 같은해 일어난 난창 봉기에 참가했다가 실패하여 저우언라이와 예팅과 함께 홍콩으로 도주했다. 광둥 봉기에도 참여했으나 다시 실패하여 홍콩으로 도주했고 이후 소련 모스크바 대학교에 유학하여 군사학을 공부했다.
1932년 중화민국 본토로 귀환하여, 장시 소비에트로 돌아와 장궈타오 지휘의 홍군 제4방면군의 참모장을 맡았다. 장정 기간중 향후 진로를 두고 장궈타오와 마오쩌둥이 대립했는데, 장은 남방으로 향할 것을 주장했고, 마오는 북상으로 향할 것을 주장했다. 예젠잉은 마오의 전략이 옳다고 생각했지만, 상관인 장은 고집을 피웠고, 마오마저 체포하려는 음모를 꾸몄기 때문에 장의 부대를 탈주하여 마오의 부대에 가담했다. 마오는 장의 음모를 피해 북방으로 도주할 수 있었고, 장은 후에 자신의 계획대로 남방으로 향했다가 대부분의 부대를 잃고 마오가 갔던 길을 뒤따라 올 수밖에 없었다. 특히 예젠잉은 장의 부대를 탈주하면서 코민테른과의 교신에 상용하는 암호를 들고갔기 때문에, 장은 소련과의 관계도 끊어지게 되었다. 이러한 예젠잉의 마오 지지는 장정의 분수령이었고, 마오는 거듭 예의 결단을 칭송했다. 이는 후에 예가 출세가도를 달리고 문화대혁명에서도 지위를 유지하는 데 큰 역할을 하였다. 이후 그의 부대는 쓰촨성에 있던 장강 상류의 루딩 교에서 류보청 부대의 도하를 원호하였다.
이후 1937년 제2차 국공합작이 성립되자 공산당의 연락장교를 맡아 국민당 정부가 있던 난징과 충칭에 파견되었다.

### 정치
중화인민공화국 성립 이후 중화인민공화국 원수의 계급을 받았으며, 정계에 진출하여 광둥성의 성장과 광저우시의 시장이 되었다. 그는 소규모 자작농이 주된 광둥성의 특수한 경제적 지위를 인식하고, 중국의 다른 지역에서 벌어지는 정책과는 달리 사유재산을 보호하였다. 이것은 계급투쟁을 강조하던 중국공산당의 정책과 상충되었고, 그래서 예는 린뱌오의 심복으로 대체되었다.
이후 마오의 집권 기간 동안에 예는 별다른 정치적 역할을 하지 못했지만, 마오는 과거 자신을 위기에서 구해준 예젠잉 장군을 잊지 않았고 그의 군직은 박탈하지 않았다. 결국 예는 훗날 1955년 인민해방군에 계급 제도가 도입되자 중화인민공화국 원수의 계급을 받았다.
예는 문화대혁명기간과 이후 벌어진 권력투쟁에서 어느 한쪽에 기울어지지 않는 처신으로 현명하게 대처하여 별다른 변동 없이 자리를 유지할 수 있었다. 그러나 마오 사후, 사인방의 체포에서는 주도적 역할을 하여 문화대혁명의 청산에 큰 역할을 하였다.

### 말년
이후 1976년에서부터 1982년까지 중화인민공화국 과도정부 국무원 명예외교고문을 지낸 바 있었으며, 이후 1982년까지 공산당 부주석 직위를 겸직하였고, 1984년에 푸저우를 거쳐, 1년 후 1985년에는 광저우로 잠시 떠났다가 베이징으로 곧 돌아와, 이듬해(1986년)에 베이징에서 사망하였다.

## 학력
- 중화민국 윈난 성 쿤밍 윈난 군관학교 졸업
- 소련 모스크바주 모스크바 대학교[3] 군사학과 학사

## 인간 관계
- 중화인민공화국의 여성 수필가 겸 군사평론가 다이칭(戴晴)을 애제자(愛弟子)로서 교육하였으며 그녀의 어린 시절부터 그녀에게 공산주의 및 사회주의 교육을 훈련 지도하였다.

## 트리비아
- 그는 중화인민공화국 개창 1세대 정치가 중에서도 보기 드문 개신교 신자였다.
- 그는 일평생 모두 여섯번의 이혼으로 인해 일평생 모두 여섯 번 결혼했는데 마지막 이전 부인인 리캉(李剛)과도 성격차이로 인해 6번째 이혼했다. 서거 당시 예젠잉 장군의 곁을 지킨 이는 오랜 애제자(愛弟子)인 작가 다이칭(戴晴, 예 장군의 서거를 목도할 당시 45세)이었다.

## 같이 보기
- 다이칭
- 마오쩌둥
- 장칭
- 장춘차오
- 야오원위안
- 왕훙원
- 둥비우
- 주더
- 쑹칭링
- 저우언라이
- 덩잉차오
- 류사오치
- 덩샤오핑
- 리셴녠
- 양상쿤
- 린뱌오
- 후야오방
- 화궈펑